# Henri Nicolas Vinet
Henri Nicolas Vinet (Paris, 9 de setembro de 1817 – Niterói, 15 de março de 1876) foi um pintor, desenhista e professor francês que se transferiu para o Brasil em 1856 e onde permaneceu pelo resto de sua existência.

## Biografia

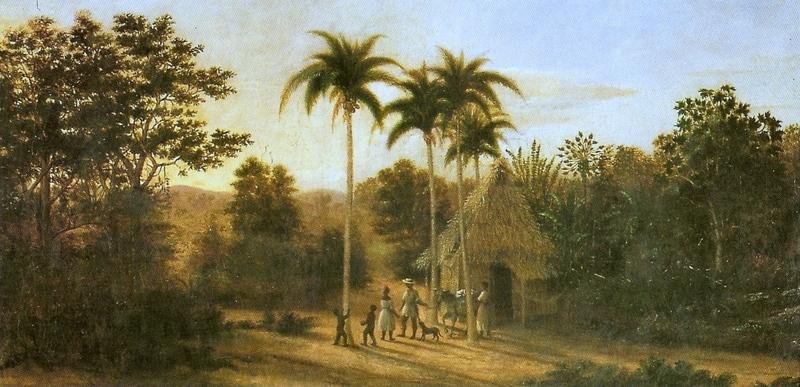
Paisagem com figuras e palhoça, Acervo Artístico-Cultural dos Palácios do Governo do Estado de São Paulo

Estudou na École des Beaux-Arts de Paris. Foi amigo e discípulo de Corot, tendo participado da escola de Barbizon, grupo formado por famosos paisagistas que iniciaram, na França, o hábito da pintura ao ar livre.
Entre 1841 e 1867 participou das exposições do Salão de Paris. Na sua última participação, a obra apresentada havia sido pintada no Brasil.

### No Brasil
Não se sabe as razões de sua transferência para os trópicos e porque escolheu a cidade do Rio de Janeiro para residência. Mas recém chegado, já com 39 anos, abriu ateliê na rua da Quitanda nº 27, onde ministrava aulas de desenho e pintura. Era seu companheiro no ensino e no manejo dos pinceis o alemão Emil Bauch, parceria esta que durou até 1872.
Participou seguidamente nas exposições gerais organizadas pela Academia Imperial.
Em 1872 mudou-se para Niterói, cidade onde veio a falecer.